# Der Brief für den König (Roman)
Der Brief für den König ist ein Jugendroman von Tonke Dragt. Er erschien 1962 als De brief voor de Koning auf Niederländisch mit Illustrationen der Autorin. Die deutsche Übersetzung von Liesel Linn und Gottfried Bartjes wurde erstmals 1977 bei Beltz & Gelberg veröffentlicht. Das Buch handelt von einer fiktiven mittelalterlichen Welt, in der ein junger Schildknappe namens Tiuri eine geheime Botschaft in ein fremdes Land bringen muss.

## Inhalt
Tiuri ist ein sechzehnjähriger Schildknappe und steht kurz davor, Ritter König Dagonauts zu werden. In der Nacht vor dem Ritterschlag soll er mit anderen Schildknappen in der Kapelle Nachtwache halten. Er darf während der Wache nicht sprechen oder die Türe öffnen, doch als ein Fremder an der Pforte klopft und um Hilfe fleht, öffnet Tiuri ihm trotz des Verbots. Der Fremde bittet Tiuri, einen Brief an sich zu nehmen und dem Schwarzen Ritter mit dem Weißen Schild zu überbringen, der in der Nähe warten soll. Nach langer Suche findet Tiuri den Ritter schwer verwundet auf einer Waldlichtung. Er wurde von einem verfeindeten Ritter mit rotem Schild in einen Hinterhalt gelockt und liegt nun im Sterben. Der Ritter mit dem Weißen Schild trägt Tiuri auf, an seiner Stelle den Brief zu König Unauwen im Reich westlich der Berge zu bringen. Tiuri gelobt, den Brief zu überbringen, und reitet auf dem Pferd des Ritters durch den Wald nach Westen.
Auf seinem Weg durch den Wald wird Tiuri von Reitern in rot verfolgt, denen er knapp entkommt, von Räubern überfallen und von Rittern in grauer Rüstung gesucht, die ihn schließlich auf einer Burg am Waldrand gefangen nehmen. Durch die Hilfe des Burgherren und seiner Tochter kann sich Tiuri retten und erfährt, dass die Ritter ihn für den Mörder des Ritters mit dem Weißen Schild hielten. Dieser Ritter hieß in Wahrheit Edwinem und war ein Paladin Unauwens. Die grauen Ritter entschuldigen sich bei Tiuri und eskortieren ihn, nun von seiner Unschuld überzeugt, bis zum Fuße der Berge an der Grenze zu Unauwen. Kurz davor werden sie von roten Reitern überfallen und Tiuri wird verwundet.
Tiuri begibt sich zu Menaures, einem Einsiedler im Ruf eines Weisen, welcher Tiuri über die Berge bringen soll. Auf dem Weg dorthin begegnet er einem Fremden, der sich Jaro nennt. Dieser versucht ihn in eine Schlucht zu stoßen, fällt dann aber selbst hinein. Tiuri rettet ihn, so dass sich Jaro verpflichtet fühlt, ihm nichts mehr anzutun. Menaures stellt ihm seinen Ziehsohn Piak, einen Jungen in Tiuris Alter, als Führer zur Verfügung. Piak geht weg, um Beeren zu pflücken. Währenddessen warnt Jaro Tiuri vor Slupor, einem skrupellosen Spion der roten Reiter, und geht zurück in Richtung Osten. Piak, der das Gespräch mit angehört hat, bietet Tiuri an, ihn nach Überquerung der Berge weiter zu begleiten, und wird ihm zum Vertrauten und Freund.
In der Grenzstadt im Osten Unauwens angekommen, werden Tiuri und Piak von einem Verbündeten Slupors festgehalten und können nur durch die Hilfe der Stadtbewohner fliehen. Auf dem weiteren Weg entkommen sie knapp mehreren Anschlägen Slupors, bis Tiuri vor den Toren der Königsstadt schließlich Slupor persönlich entgegentritt. Tiuri kann ihn überwältigen und betritt die Stadt Unauwens, um seine Botschaft zu überbringen.
Der König verrät Tiuri den Hintergrund des Auftrags: Ritter Edwinem war mit anderen Paladinen des Königs nach Süden geritten, um mit dem Reich Evillan Frieden auszuhandeln. Evillan wird von einem Sohn Unauwens beherrscht, dem als Zweitgeborener nicht der Thron zusteht. Aus Zorn darüber hatte dieser Sohn Evillan erobert und von dort aus Unauwen in Kämpfe verwickelt, bis er kürzlich Frieden anbot. Edwinems Botschaft verrät, dass das Friedensangebot nur eine List war, um dem jüngeren Sohn den Weg nach Unauwen zu ermöglichen. Dort würde er seinen älteren Bruder umbringen. Als die Paladine Unauwens von der List erfuhren, wurden sie ermordet.
Mit dem Dank des Königs kehren Tiuri und Piak zurück nach Osten. Piak bleibt bei Menaures. In der Heimat wird Tiuri trotz Regelbruch für seine aufopfernde Hilfsbereitschaft zum Ritter geschlagen. Als er tags darauf ausreitet, begegnet ihm Piak. Er hat sich doch gegen ein Leben in den Bergen entschieden und wird nun Tiuris Schildknappe.

## Erfolg und Verfilmungen
Der Brief für den König wurde in den Niederlanden mehrfach ausgezeichnet und in diversen Sprachen über eine Million Mal verkauft (Stand 2008).
Auf Deutsch erschienen zwei Hörbuchfassungen, 2001 von Sebastian Goder und Thomas M. Meinhardt im Hörverlag, 2007 von Konstantin Graudus bei Beltz & Gelberg. 
Im Jahr 2008 erschien der auf dem Buch basierende niederländische Film Der Brief für den König. 2020 wurde die Serie Der Brief für den König  beim Streamingdienst Netflix veröffentlicht.

## Fortsetzungen
Tonke Dragt brachte 1965 mit Der Wilde Wald (niederländisch: Geheimen van het Wilde Woud) eine direkte Fortsetzung zum Roman. In den Bänden Het gevaarlijke venster (Das unheimliche Fenster) und Het dansende licht (Das tanzende Licht) finden sich weitere in Tiuris Welt angelegte Erzählungen.